# Гжелка (посёлок)
Гжелка — посёлок в Раменском муниципальном районе Московской области. Входит в состав сельского поселения Сафоновское. Население — 241 чел. (2010).

## География

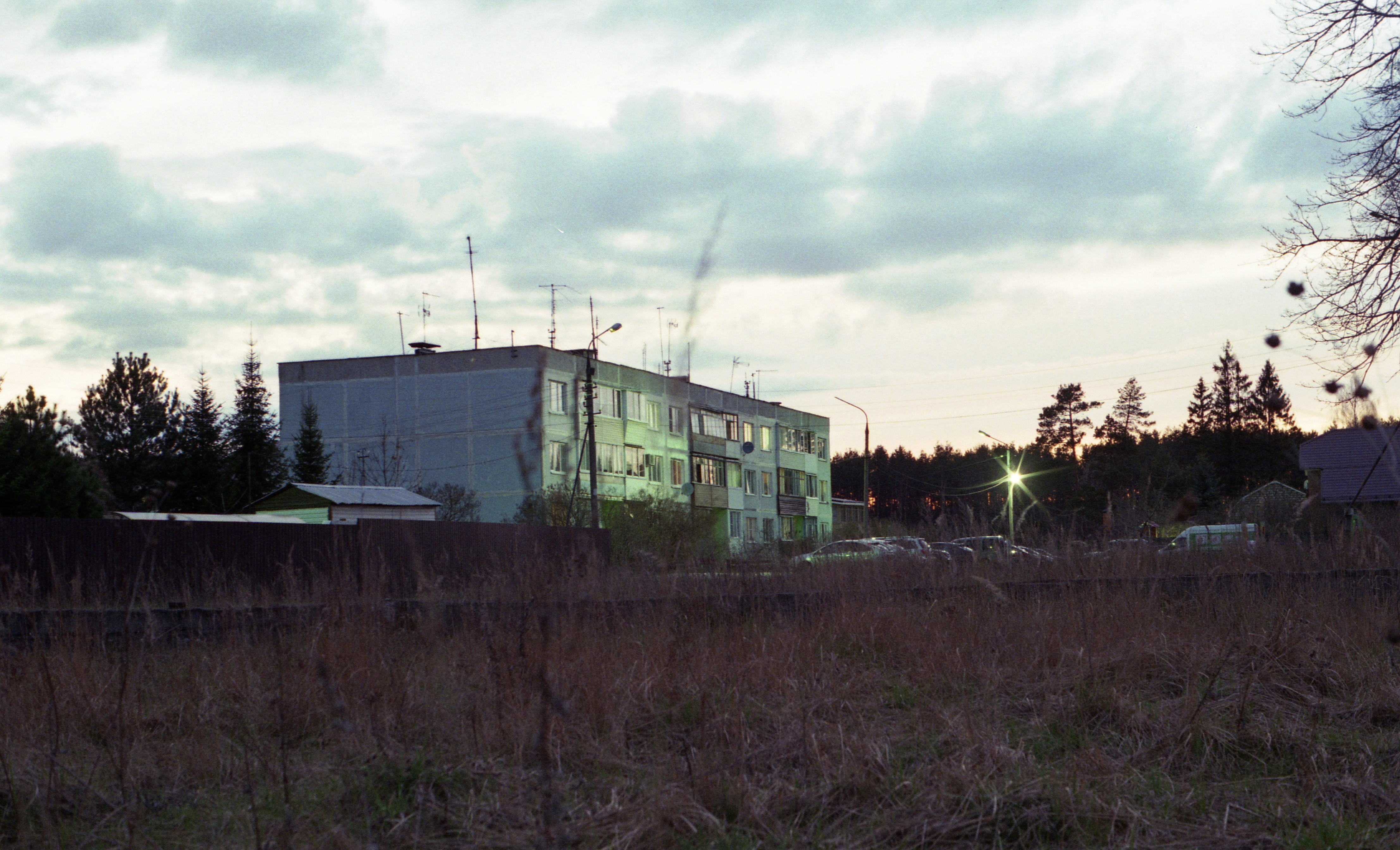
Панельный дом в посёлке Гжелка (2020)

Посёлок Гжелка расположен в восточной части Раменского района, примерно в 4 км к юго-востоку от города Раменское. Высота над уровнем моря 120 м. Рядом с посёлком протекает река Гжелка. В посёлке 3 улицы — Запрудная, Советская, Центральная; приписан ГСК Исток. Ближайший населённый пункт — деревня Старково.
В посёлке находится рыбхоз с 21 прудами разного размера, который предоставляет места для рыбалки и отдыха. Имеется помещение дома культуры, продуктовый магазин. Конечная автобусного маршрута 47 из Раменского.

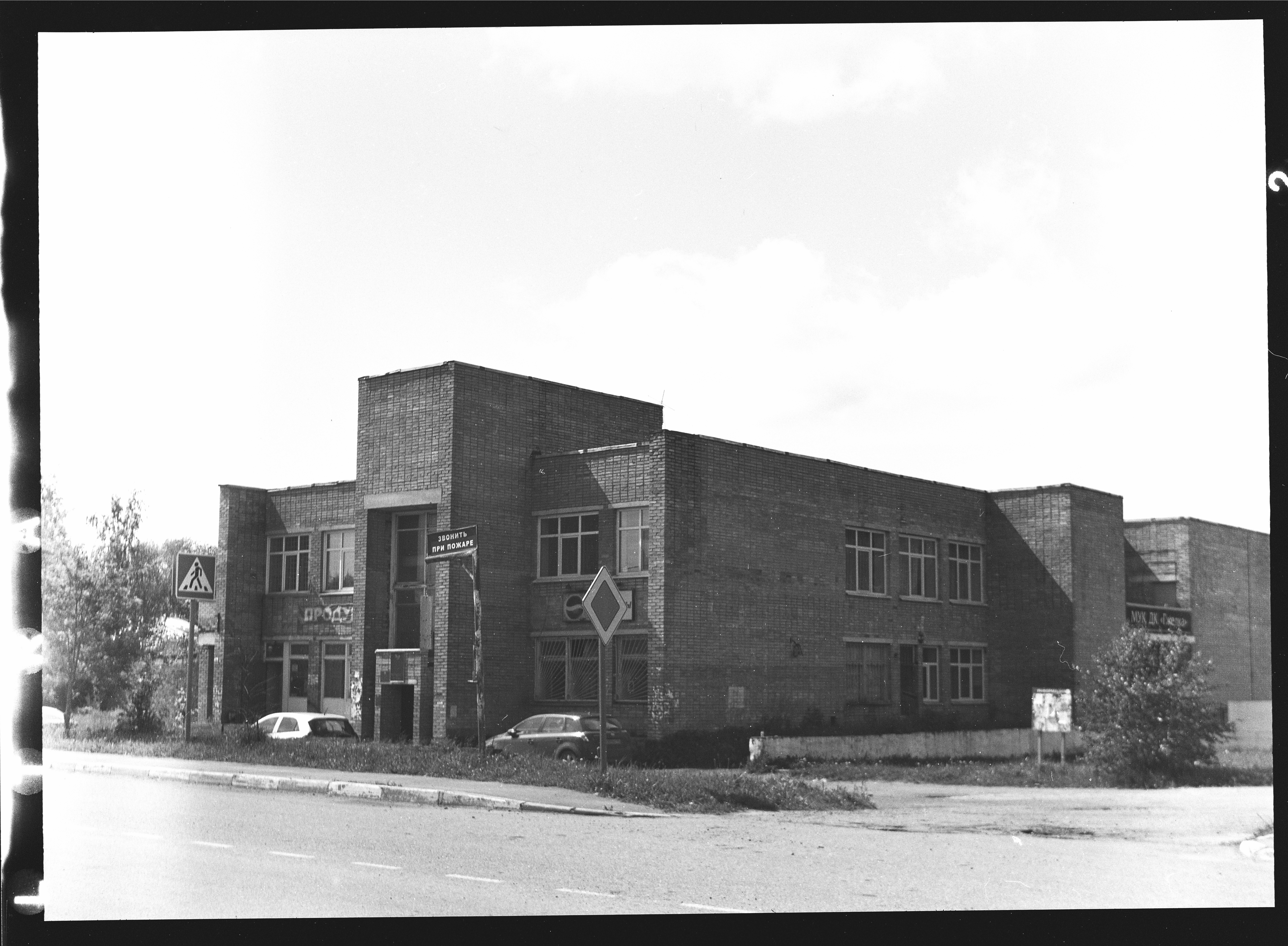
Здание дома культуры (2020)

## История
До муниципальной реформы 2006 года посёлок входил в состав Сафоновского сельского округа Раменского района.

## Образование
В поселке располагается одно дошкольное отделение :
- МДОУ Детский сад №83[6]

## Население
| 2002 | 2010 |
| ---- | ---- |
| 263  | ↘241 |

По переписи 2002 года в посёлке проживало 263 человека (135 мужчин, 128 женщин).